# Sant Julian de Quint
Sant Julian de Quint (en francès Saint-Julien-en-Quint) és un municipi francès situat al departament de la Droma i a la regió d'Alvèrnia-Roine-Alps. L'any 2007 tenia 131 habitants.

## Demografia

### Població
El 2007 la població de fet de Saint-Julien-en-Quint era de 131 persones. Hi havia 48 famílies de les quals 12 eren unipersonals (8 homes vivint sols i 4 dones vivint soles), 24 parelles sense fills i 12 parelles amb fills.
La població ha evolucionat segons el següent gràfic:
Habitants censats

### Habitatges
El 2007 hi havia 126 habitatges, 55 eren l'habitatge principal de la família i 71 eren segones residències. Tots els 126 habitatges eren cases. Dels 55 habitatges principals, 49 estaven ocupats pels seus propietaris, 4 estaven llogats i ocupats pels llogaters i 2 estaven cedits a títol gratuït; 3 tenien dues cambres, 6 en tenien tres, 19 en tenien quatre i 27 en tenien cinc o més. 43 habitatges disposaven pel capbaix d'una plaça de pàrquing. A 28 habitatges hi havia un automòbil i a 20 n'hi havia dos o més.

### Piràmide de població
La piràmide de població per edats i sexe el 2009 era:
| Homes | Edats   | Dones |
| ----- | ------- | ----- |
| 0     | 95 o +  | 0     |
| 0     | 90 a 94 | 0     |
| 4     | 85 a 89 | 8     |
| 4     | 80 a 84 | 0     |
| 4     | 75 a 79 | 12    |
| 8     | 70 a 74 | 8     |
| 0     | 65 a 69 | 4     |
| 0     | 60 a 64 | 0     |
| 4     | 55 a 59 | 0     |
| 0     | 50 a 54 | 8     |
| 8     | 45 a 49 | 8     |
| 0     | 40 a 44 | 0     |
| 8     | 35 a 39 | 0     |
| 4     | 30 a 34 | 8     |
| 4     | 25 a 29 | 4     |
| 12    | 20 a 24 | 0     |
| 4     | 15 a 19 | 0     |
| 0     | 10 a 14 | 4     |
| 4     | 5 a 9   | 0     |
| 4     | 0 a 4   | 0     |

## Economia
El 2007 la població en edat de treballar era de 76 persones, 54 eren actives i 22 eren inactives. De les 54 persones actives 51 estaven ocupades (25 homes i 26 dones) i 3 estaven aturades (1 home i 2 dones). De les 22 persones inactives 12 estaven jubilades, 5 estaven estudiant i 5 estaven classificades com a «altres inactius».

### Ingressos
El 2009 a Saint-Julien-en-Quint hi havia 58 unitats fiscals que integraven 143 persones, la mediana anual d'ingressos fiscals per persona era de 12.183 €.

### Activitats econòmiques
Dels 12 establiments que hi havia el 2007, 1 era d'una empresa extractiva, 1 d'una empresa alimentària, 3 d'empreses de construcció, 2 d'empreses de comerç i reparació d'automòbils, 3 d'empreses d'hostatgeria i restauració i 2 d'empreses de serveis.
Dels 4 establiments de servei als particulars que hi havia el 2009, 2 eren fusteries, 1 lampisteria i 1 restaurant.
L'any 2000 a Saint-Julien-en-Quint hi havia 21 explotacions agrícoles que ocupaven un total de 1.110 hectàrees.

## Equipaments sanitaris i escolars
El 2009 hi havia una escola elemental.

## Poblacions més properes
El següent diagrama mostra les poblacions més properes.